# Apatihowella rustica
Apatihowella rustica är en kräftdjursart som beskrevs av Jellinek och Swanson 2003. Apatihowella rustica ingår i släktet Apatihowella och familjen Trachyleberididae. Inga underarter finns listade i Catalogue of Life.